# دسر (فیلم)
«دسر» (انگلیسی: Desserts) یک فیلم به کارگردانی جف استارک است که در سال ۱۹۹۸ اکران شد. از بازیگران آن می‌توان به ایوان مک‌گرگور اشاره کرد.